# Zadnji tango v Parizu
Zadnji tango v Parizu (italijansko Ultimo tango a Parigi, francosko Le Dernier Tango à Paris) je italijansko-francoski erotično dramski film iz leta 1972, ki ga je režiral Bernardo Bertolucci. Osnovno zgodbo si je zamislil Bertolucci iz svojih spolnih fantazij, scenarij je napisal skupaj s Francom Arcallijem, dialoge pa sta napisala Agnès Varda in Jean-Louis Trintignant. Zgodba prikazuje nedavno ovdovelega Američana, ki začne spolno razmerje z mlado Parižanko. V glavnih vlogah nastopajo Marlon Brando, Maria Schneider in Jean-Pierre Léaud.
Film je bil premierno prikazan 14. oktobra 1972 na Newyorškem filmskem festivalu, 15. decembra istega leta v francoskih kinematografih, dan za tem pa še v italijanskih, kjer je po enem tednu policija film zasegla, Bertolucci pa je bil celo obsojen na štirimesečno pogojno zaporno kazen zaradi obscenosti. Neposreden prikaz spolnega nasilja in čustvenega nemira v filmu je povzročil mednarodno polemiko in razne oblike cenzure v različnih državah. V ZDA so najbolj nazorne prizore izrezali in MPAA ga je ocenila kot »film za odrasle«. Metro-Goldwyn-Mayer je leta 1981 izdal cenzurirano različico, ki je bila označena z oznako R. Vseeno je postal finančna uspešnica, saj je prinesel 96,3 milijona USD prihodkov po svetu ob 1,25-milijonskem proračunu. Na 46. podelitvi je bil nominiran za oskarja v dveh kategorijah, za najboljšega glavnega igralca (Brando) in najboljšo režijo (Bertolucci).

## Vloge
- Marlon Brando kot Paul
- Maria Schneider kot Jeanne
- Jean-Pierre Léaud kot Thomas
- Maria Michi kot Rosina mati
- Massimo Girotti kot Marcel
- Giovanna Galletti kot prostitutka
- Catherine Allégret kot Catherine
- Gitt Magrini kot Jeannina mati
- Luce Marquand kot Olympia
- Dan Diament kot zvočni inženir
- Catherine Sola kot the tajnica režije
- Mauro Marchetti kot snemalec
- Peter Schommer kot the pomočnik snemalca
- Catherine Breillat kot Mouchette
- Marie-Hélène Breillat kot Monique
- Darling Légitimus kot receptor
- Veronica Lazar kot Rosa
- Armand Abplanalp kot prostitutkina stranka
- Rachel Kesterber kot Christine
- Ramón Mendizábal kot vodja orkestra Tanga
- Mimi Pinson kot the predsednik žirije Tanga
- Gérard Lepennec kot selivec pohištva
- Stéphane Koziak kot selivec pohištva